# Карапас, Ричард
Ричард Антонио Карапас (исп. Richard Antonio Carapaz; род. 20 мая 1993, Эль-Кармело, Эквадор) — эквадорский профессиональный шоссейный велогонщик, выступающий c 2022 года за команду EF Education-Nippo. В 2021 году выиграл олимпийское золото в групповой гонке, принеся Эквадору вторую золотую медаль в истории Олимпийских игр (после золота легкоатлета Джефферсона Переса в 1996 году). Один из трёх олимпийских чемпионов в истории Эквадора (наряду с Пересом и тяжелоатлеткой Нейси Дахомес).

## Карьера
В 2017 году дебютировал на Вуэльта Испании. В 2019 стал победителем общего зачёта на Джиро д’Италия.

## Достижения
2007
1-й  Чемпионат Эквадора в групповой гонке среди юниоров
2013
1-й  Чемпионат Панамерики в групповой гонке среди молодёжи
2-й Вуэльта Эквадора
2014
2-й Вуэльта Эквадора
2015
1-й  Вуэльта Колумбии среди молодёжи
1-й Этапы 3 и 4
1-й Этап 4 Clásico RCN
2016
1-й  Вуэльта Наварры
1-й Этап 2
2017
2-й Рут-дю-Сюд
1-й  Молодёжная классификация
2-й Гран-при Индустрия и Артиджанато ди Ларчано
4-й Вуэльта Кастилии и Леона
6-й Вуэльта Мадрида
2018
1-й  Вуэльта Астурии
1-й на этапе 2
3-й Международная неделя Коппи и Бартали
4-й Джиро д’Италия
1-й на этапе 8
5-й Circuito de Getxo
2019
Джиро д’Италия
1-й  Генеральная классификация
1-й на этапах 4 и 14
1-й  Вуэльта Астурии
1-й  Очковая классификация
1-й на этапе 2
6-й Вуэльта Сан-Хуана
9-й Тур Колумбии

## Статистика выступлений

### Гранд-туры
| Гонка           | 2017 | 2018 | 2019 |
| --------------- | ---- | ---- | ---- |
| Джиро д'Италия  | —    | 4    | 1    |
| Тур де Франс    | —    | —    |      |
| Вуэльта Испании | 36   | 18   |      |

| — | Не участвовал |